# سو تونغ
سو تونغ (31 يناير عام 1963)، الاسم الأصلى (تونغ جانغ جوي) وُلد بقاطعة جيانغسو مدينة سوجو،  مدينة يانغ جونغ الواقعة على مستوى مقاطعة جيانغسو، تخرَج من قسم اللغة الصينية ب جامعة بكين للمعلمين، يقيم الآن بقاطعة نانجينغ، أهم أعماله الأدبية: 妻妾成群،飞越我的枫杨树故乡، 米، يُعد إحدى الكتاب الطليعية الواقعية الجديدة المعاصرين الذين يقوموا بوصف حياة الناس، فهو إحدى أعظم الكتَاب وأكثرهم تأثيراَ. أهم ما يميز أعماله هو سرده للقصة بطريقة موضوعية هادئة بعيدة عن ميوله وأهوائه الشخصية.

## حياته
التحق عام 1980 بجامعة بكين للمعلمين وتخرج منها بعد أربع سنوات، ومن ثمَ انتقل للعيش في نانجينغ، عمل كمحرر في مجلة جونغ شان، ثم أصبح من كتَاب رابطة الكتاب الصينين، بدأ في نشر رواياته عام 1983، نشر عمله الشهير 一九三四年的逃亡 عام 1987، وكانت هذه البداية التي بدأ يتلقي
قام 1989 بتغغير أسلوبه واتجه إلى العودة للشكل القديم للقصة، وحاول استخدام الشكل القديم في كتابة بعض القصص القديمة، وأهم الأعمال التي تجسد هذا الشكل هو رواية 妻妾成群، وحصلت هذه الرواية على جائزة ال باى خوا في دورتها الرابعة وذلك عام 1919. أصبح على يد المخرج زانج ييمو فيلماً سينيمائياً يُدعى (رفع المصابيح الحمراء). ثم بعدها وحصل أيضاً على جائزة الأوسكار.
حازت راويته جانب النهر على جائزة الرجل الآسيوي الأدبي عام 2009، بعد أن أصبح «الذئب الطوطم» لجيانغ يان في عام 2007، فاز الكاتب الصيني الثاني بهذا الشرف.,ref></ref> ومن ثم أصبح ثانى صيني يحصل على هذه الجائزة.
حصل على جائزة البوكر عام 2011، ref>"Three Asian authors make the Man Booker International Prize shortlist". Asia Pacific Arts. 04/05/2011. مؤرشف من الأصل في 2018-08-15. {{استشهاد ويب}}: تحقق من التاريخ في: |تاريخ= (مساعدة)</ref>
وحصل أيضاً على جائزة مان بوكر الدولية في دروتها الخامسة، ثم بعد ثلاثة أعوام حصلت روايته«مذكرات عصفور السسكن» على جائزة حُلم المقصورة الحمراء في دورتها الخامسة عام 2014، بعدها بعام فقط حصلت على جائزة ما دون الأدبية في دورتها التاسعة، قام أيضاً بالتدريس في جامعة لينغ نان بهونغ كونغ.

## أعماله الأدبية
《妻妾成群》
《飞越我的枫杨树故乡》
《منزل خشخاش الأفيون》
《米》
《一九三四年的逃亡》
《فترة إمبراطوريتى المزدهرة》
《ضفة النهر》
《碧奴》
《مذاكرات عصفور السسكن》
《حياة المرأة》 التي تُسمى ايضاً (القصة المُخجلة)

## وصلات خارجية
http://t.qq.com/sutongjs
https://www.goethe.de/ins/cn/zh/kul/mag/20669527.html